# Mszana Górna
Mszana Górna is een plaats in het Poolse district Limanowski, woiwodschap Klein-Polen. De plaats maakt deel uit van de gemeente Mszana Dolna en telt 2589 inwoners.